# صحري (الظهار)

تعديل مصدري - تعديل

صحري هي إحدى قرى عزلة ثواب الأسفل بمديرية الظهار التابعة لمحافظة إب، بلغ تعداد سكانها 371 نسمة حسب تعداد اليمن لعام 2004.